# Emmy van Leersum
Emmy Jetty van Leersum (Hilversum, 16 april 1930 – Amersfoort, 2 november 1984) was een Nederlands beeldend kunstenaar die actief was als sieraadontwerper en modeontwerper.

## Biografie
Van Leersum volgde een opleiding aan het Instituut voor Kunstnijverheidsonderwijs te Amsterdam (1958-1962), waar ze les kreeg van onder meer Marinus Zwollo, en aan de University College of Arts, Craft and Design te Stockholm (1962-1963).
In 1965 openden Van Leersum en Gijs Bakker het Atelier voor Sieraden in een werfkelder te Utrecht. Zij toonden daar eigen werk alsook werk van andere Nederlandse edelsmeden.
Op 22 december 1966 huwde Van Leersum te Soest met Bakker, die ze op het Instituut voor Kunstnijverheidsonderwijs had leren kennen. Aldo Bakker is hun zoon.
Geometrie is kenmerkend aan het oeuvre van Van Leersum. Volgens Van Leersums overtuiging mocht het sieraad geen statussymbool zijn, geen decoratief object, maar moest het bestaan als autonoom kunstwerk. Zij weigerde daarom op zeker moment nog werk in opdracht te maken en stortte zich volledig op haar eigen werk waarin zij zuiverheid nastreefde. In haar sieraden werkte zij met traditionele materialen, maar bijvoorbeeld ook met kunststof en aluminium. In 1983 ontving zij de Herbert Hofmann-Preis.
Tot 2002 werd door het Amsterdams Fonds voor de Kunst de Emmy van Leersumprijs uitgereikt, als aanmoedigingsprijs op het gebied van toegepaste kunst.

## Tentoonstellingen (selectie)
- 1969 - Objects to wear, Van Abbemuseum, Eindhoven
- 1972 - Sieraad 1900-1972, Rietveldpaviljoen De Zonnehof, Amersfoort
- 1982 - Jewellery Redefined the 1st international exhibition of multi-media nonprecious jewellery, British Crafts Centre, Londen
- 1982 - Visies op sieraden, Stedelijk Museum Amsterdam
- 1984 - Laatste solo-tentoonstelling sieraden, Galerie Eewal
- 2000 - Jewels of Mind and Mentality, Kruithuis, Den Bosch
- 2000 - Op de huid, sieraden uit de collectie, Museum voor Moderne Kunst Arnhem
- 2013 - Dare to wear, sieraden uit de collectie Paul Derrez / Willem Hoogstede, CODA, Apeldoorn
- 2014 - De show van Gijs + Emmy, Stedelijk Museum Amsterdam
- 2014 - Kettingreacties, sieraden en fotografie van Claartje Keur, CODA, Apeldoorn